# Wisdom Amey
Wisdom Amey (sinh ngày 11 tháng 8 năm 2005) là một cầu thủ bóng đá chuyên nghiệp người Ý hiện tại đang thi đấu ở vị trí trung vệ cho câu lạc bộ Bologna tại Serie A.

## Sự nghiệp thi đấu

### Câu lạc bộ
Amey là sản phẩm của lò đào tạo trẻ Bassano Virtus và Vicenza, trước khi chuyển đến lò đào tạo trẻ Bologna vào năm 2019. Anh ra mắt chuyên nghiệp cho Bologna trong trận thua 2-0 trước Genoa tại Serie A vào ngày 13 tháng 5 năm 2021, khi vào sân thay người ở phút thứ 89. Ở 15 tuổi và 274 ngày, Amey trở thành cầu thủ trẻ nhất từng ra sân tại Serie A, một kỷ lục sau đó bị Francesco Camarda phá vỡ vào năm 2023.

### Quốc tế
Amey được sinh ra tại Ý vào năm 2005, có bố là người Togo và mẹ là người Nigeria. Vì thế, anh ta đủ điều kiện để đại diện cho tất cả các đội tuyển quốc gia của 3 đất nước này. Ngày 17 tháng 3 năm 2023, anh ta đồng ý triệu tập lên đội tuyển U-23 Togo, nhưng không thi đấu do dính chấn thương.
Vào ngày 5 tháng 10 năm 2023, sau khi nhập quốc tịch Ý vào ngày sinh nhật thứ 18 của mình, Amey đã nhận lời triệu tập từ đội tuyển U-19 Ý.

## Thống kê sự nghiệp
Tính đến 28 tháng 6 năm 2022
| Câu lạc bộ          | Mùa giải            | Giải đấu            | Giải đấu | Giải đấu | Cúp quốc gia | Cúp quốc gia | Khác | Khác | Tổng cộng | Tổng cộng |
| Câu lạc bộ          | Mùa giải            | Hạng                | Trận     | Bàn      | Trận         | Bàn          | Trận | Bàn  | Trận      | Bàn       |
| ------------------- | ------------------- | ------------------- | -------- | -------- | ------------ | ------------ | ---- | ---- | --------- | --------- |
| Bologna             | 2020–21             | Serie A             | 1        | 0        | 0            | 0            | 0    | 0    | 1         | 0         |
| Bologna             | 2021–22             | Serie A             | 1        | 0        | 0            | 0            | 0    | 0    | 1         | 0         |
| Bologna             | Tổng cộng           | Tổng cộng           | 2        | 0        | 0            | 0            | 0    | 0    | 2         | 0         |
| Tổng cộng sự nghiệp | Tổng cộng sự nghiệp | Tổng cộng sự nghiệp | 2        | 0        | 0            | 0            | 0    | 0    | 2         | 0         |